# 蓋氏內項鰭鯰
蓋氏內項鰭鯰，為輻鰭魚綱鯰形目項鰭鯰科的其中一種，為熱帶淡水魚類，分布於南美洲奧里諾科河支流Apure河流域，體長可達7公分，棲息在底層水域，生活習性不明。

## 扩展阅读
維基物種上的相關：蓋氏內項鰭鯰